# عشرة بلدي (فلم)
عشرة بلدي هو فيلم موسيقي مصري من إخراج إبراهيم حلمي وبطولة هدى شمس الدين، محمد أمين، إسماعيل ياسين، عبد الفتاح القصري وزينات صدقي.

## نبذه
يدير الرجل الثري (عبد الفتاح) كباريه، ويقع بحب إحدى الراقصات اللاتي يعملن معه، وفي يوم يتقدم الشابان (إسماعيل) و(أمين) للعمل فيرفض، ليخدعاه بالإدعاء بأنهم يعملوا بشركة للتأمين على الحب، ليطلب منهم البقاء حتى يتزوج من الراقصة التي يحبها، وتتوالى الأحداث.

## طاقم العمل
- هدى شمس الدين بدور هدى الراقصة
- محمد أمين بدور نفسه
- إسماعيل ياسين بدور نفسه
- عبد الفتاح القصري بدور عبد الفتاح صاحب الكباريه
- زينات صدقي بدور عزيزة كهربة

## أغاني الفيلم
قام إسماعيل ياسين ومحمد أمين بغناء أغنيتين في الفيلم وهم أهلا أهلا والتأمين وهما كلمات فتحي قورة وتلحين محمد أمين.